# Margaret F. Washburn

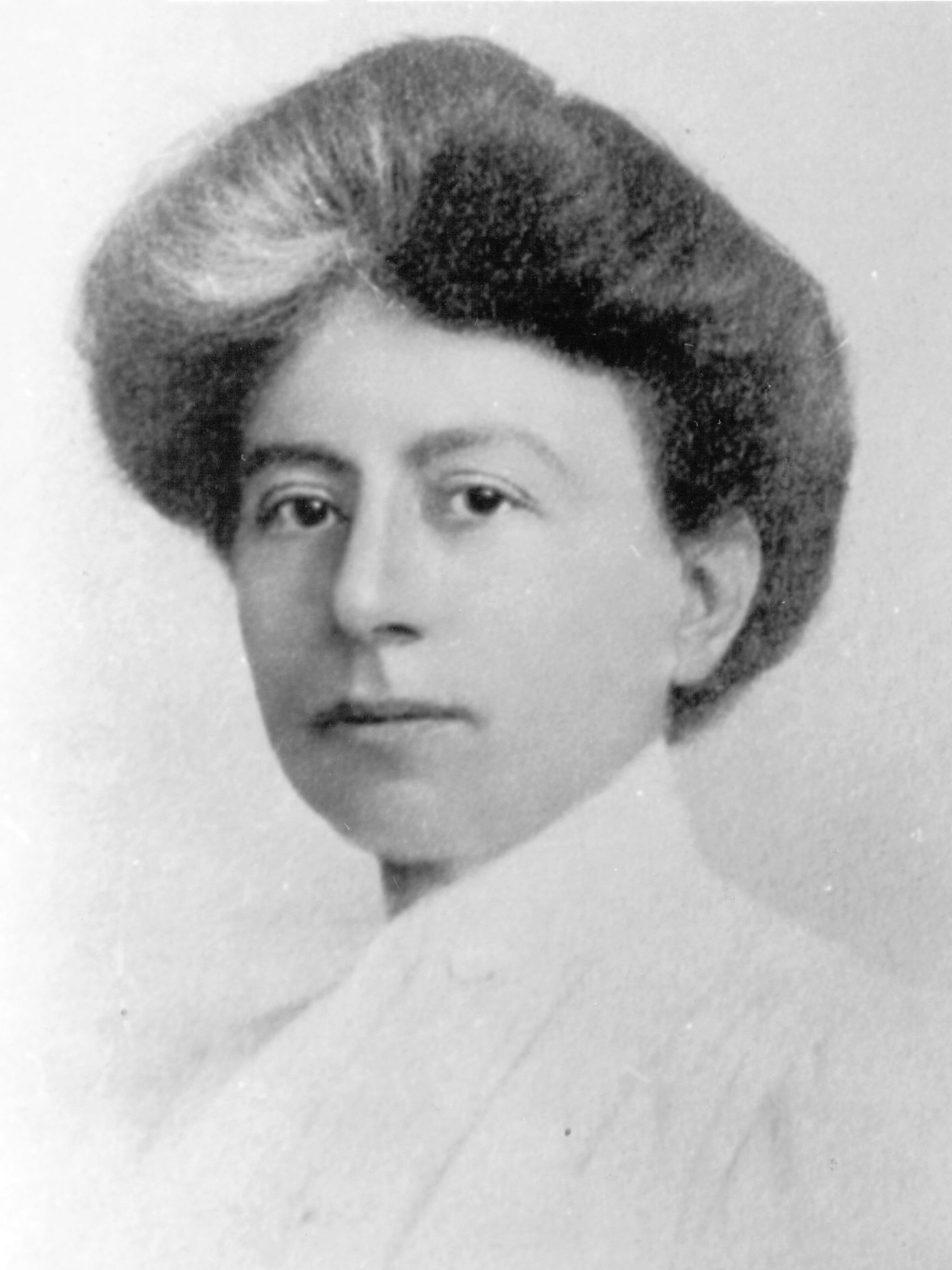
Margaret Floy Washburn

Margaret Floy Washburn (* 25. Juli 1871 in New York; † 29. Oktober 1939 in Poughkeepsie) war eine US-amerikanische Psychologin, die für ihre Arbeiten über Tierpsychologie und Bewegung bekannt war. Sie erhielt 1894 als erste Frau einen Doktortitel in Psychologie.

## Leben
Washburn wuchs in Harlem auf als einzige Tochter eines Bischofs und einer Mutter aus reicher Familie. Im Alter von etwa acht Jahren zog sie nach Ulster, als ihr Vater eine neue Pfarrei erhielt. 1886 verließ sie die Sekundarschule und besuchte das Vassar College, Poughkeepsie, wo sie 1891 einen Abschluss machte. Sie wählte das Studium bei James McKeen Cattell im neuen psychologischen Laboratorium an der Columbia University, wo sie nur als Gasthörerin zugelassen wurde. Cattell ermutigte sie, in die neue Organisation Sage School of Philosophy bis 1892 einzutreten.
Sie studierte weiter unter E.B. Titchener und machte experimentelle Studien, über diese Methoden der Äquivalenzen in der taktilen Wahrnehmung erwarb sie 1893 einen Master am Vassar College. Es folgte 1894 ihre Dissertation über den Einfluss von Bildvorstellungen auf Entfernungs- und Richtungsauffassungen. Ihre Arbeit wurde an Wilhelm Wundt gesandt, der Über den Einfluss der Gesichtsassociationen auf die Raumwahrnehmungen der Haut in den Philosophischen Studien (1895, S. 190ff.) publizierte.
Danach hatte sie Dozentenstellen für die Mädchenschulen am Wells College, Cornell College und an der Universität Cincinnati. 1903 kehrte sie zum Vassar College als Assistenzprofessorin für Philosophie (ab 1907 für Psychologie) zurück, wo sie bis 1937 blieb.
1921 wurde sie die 30. Präsidentin der American Psychological Association, die zweite nach Mary Whiton Calkins 1905. Sie wurde 1931 die zweite Frau in der National Academy of Sciences.

## Werk
Washburn übersetzte Wilhelm Wundts Ethisches System ins Englische.
Ihr bekanntestes Buch war The Animal Mind: A Textbook of Comparative Psychology, das zuerst 1908 erschien und die Beiträge über Tierpsychologie enthielt. An über hundert Tierarten hatte sie Versuche zu Wahrnehmung und Bewusstsein gemacht. Sie verband die Introspektion mit dem Behaviorismus.
- The animal mind: A textbook of comparative psychology. 1908. (Repr. Macmillan, New York 2018, ISBN 978-1-397-70576-1)
- Movement and mental imagery: Outlines of a motor theory of the complexer mental processes. Houghton Mifflin, Boston 1916.
Some recollection. In: C. Murchison (Hrsg.): A history of psychology in autobiography. Vol. 2, Clark University Press,  Worcester, MA 1932, S. 333–358.

## Belege
1. ↑  R. S. Woodworth: Biographical Memoir of Margaret Floy Washburn. Volume XXV, National Academy of Sciences Biographical Memoirs,  Washington 1948, S. 275–295.
2. ↑  annette-schneider: Margaret Floy Washburn: die erste promovierte Psychologin. 3. August 2019, abgerufen am 8. August 2021.
3. ↑  Wilhelm Wundt (Hrsg.): Philosophische Studien. W. Engelmann, 1895, S. 190–225 (google.de [abgerufen am 8. August 2021]).

| Personendaten    | Personendaten                                |
| ---------------- | -------------------------------------------- |
| NAME             | Washburn, Margaret F.                        |
| ALTERNATIVNAMEN  | Washburn, Margaret Floy (vollständiger Name) |
| KURZBESCHREIBUNG | US-amerikanische Psychologin                 |
| GEBURTSDATUM     | 25. Juli 1871                                |
| GEBURTSORT       | New York                                     |
| STERBEDATUM      | 29. Oktober 1939                             |
| STERBEORT        | Poughkeepsie                                 |